# 冷春慧
冷 春慧（ れい　しゅんけい、Leng Chun Hui 1972年7月3日-) は中国出身の女子柔道選手。現役時代は72kg級の選手。身長175cm。

## 人物
1991年のアジア選手権72kg級では、決勝で田辺陽子に大内刈で敗れて2位だった。翌年のバルセロナオリンピックには1階級下げて66kg級で出場するが、2回戦でイギリスのケイト・ホーウェイに技ありで敗れた。その後階級を再び72kg級に上げると、1993年の世界選手権では決勝で同じく階級を上げてきたホーウェイと対戦して、双手刈で先に効果を取られてリードされるものの、終了間際に内股で有効を取って逆転勝ちして優勝を果たした。

## 主な戦績
- 1991年 - アジア選手権　2位
- 1992年 - フランス国際　3位
- 1993年 - 世界選手権　優勝